# Jamelsee
Der Jamelsee liegt in der Mecklenburgischen Seenplatte und befindet sich etwa 9,5 Kilometer westlich von Neustrelitz. Der See gehört zum Neustrelitzer Kleinseenland.
Der fußförmige See ist etwa 600 Meter lang und bis zu 300 Meter breit. Das Ufer ist bewaldet. Der Zufluss befindet sich am südwestlichen Ufer. Hier gibt es ein Grabensystem, das den Jamelsee vom Roten See aus versorgt. Der Abfluss befindet sich am nordwestlichen Ufer und findet über den schmalen Treidelgraben in die Havel statt.
Das Gewässer wird im Jahr  1358 (Hauelwater … Jamele) erstmals urkundlich erwähnt. Der Name leitet sich vom altpolabischen Wort *jemela für 'Vogelleim, (Leim-)Mistel’ ab.